# Valeurs actuelles
Valeurs actuelles est un magazine d'actualité d'opinion hebdomadaire français, créé en 1966 par Raymond Bourgine.
À l'origine revue d'information boursière reprenant le contenu de l'hebdomadaire Finance, Valeurs actuelles devient peu à peu un journal d'opinion et généraliste.
Sa ligne éditoriale conservatrice se radicalise en 2012 avec l'arrivée d'Yves de Kerdrel à sa tête, le titre étant désormais classé à l'extrême droite, condamné à plusieurs reprises pour incitation à la haine. Il contribue également au déni du réchauffement climatique et propage des thèses antiféministes.
Le magazine fait partie du groupe Valmonde, détenu par la famille Safa, et notamment Iskandar Safa avant son décès.

## Historique du journal

### Années Bourgine
L'origine du titre remonte à la création de l'hebdomadaire Finance en 1957, édité par la Compagnie française de journaux (CFJ).
En 1966, Raymond Bourgine crée le titre Valeurs actuelles. Il le dirige pendant plus de vingt ans, jusqu'à sa mort en 1990, à l'âge de 65 ans.
De 1966, où le titre devient Valeurs actuelles jusqu'au milieu des années 1980, diverses personnalités, dont Paul Chambrillon qui assure la critique dramatique et la chronique gastronomique, contribuent à l'essor puis au rayonnement de la publication.
L’écrivain antisémite et collaborationniste Lucien Rebatet y tient une critique cinéma de la fondation du journal en 1966 à sa mort en 1972, sous le pseudonyme de François Vinneuil.

### Histoire récente

#### 1990–2006
Passé après la mort de Raymond Bourgine, en 1990, sous le contrôle de Marc Ladreit de Lacharrière, le groupe Valmonde est ensuite devenu une filiale à 100 % de la holding Dassault communication de Serge Dassault.

#### 2006–2012
En janvier 2006, Sud Communication, dont le propriétaire est Pierre Fabre, est devenu actionnaire majoritaire de Valmonde à hauteur de 66,66 % du capital. Les 33,34 % restant détenus par Dassault jusqu'en décembre 2007, puis également cédé à Sud communication. Toutefois, le conseil de surveillance reste présidé par Olivier Dassault, et son directoire par Pierre-Yves Revol. Le groupe Valmonde a été dirigé de 2006 à juillet 2012 par Guillaume Roquette.
Avec le lancement d'une nouvelle formule en décembre 2006, Le titre a accéléré l'augmentation de sa diffusion payée, de + 7,5 % en 2007, et + 8,5 % sur le premier trimestre 2008.
La nouvelle formule est marquée par une augmentation de 10 % de la pagination et l'arrivée de nouveaux chroniqueurs.
Le journaliste François d'Orcival signe chaque semaine l'éditorial de Valeurs actuelles. Depuis le 15 décembre 2004, il est président du comité éditorial du groupe Valmonde qui publie également Le Spectacle du monde, disparu en 2014.
Chaque semaine, la lettre de M. de Rastignac, référence à Eugène de Rastignac, personnage d'Honoré de Balzac, présente de façon humoristique l'actualité politique française dans le style de l'écrivain, les noms des personnalités politiques étant modifiés. Nicolas Sarkozy y est par exemple Martial Kropoly.

#### 2012–2015
L'hebdomadaire fut, jusqu'à sa mort, propriété de Pierre Fabre, propriétaire du laboratoire du même nom.
Le 1er octobre 2012, Yves de Kerdrel devient directeur général du groupe. Chroniqueur économique au Figaro à partir de 2005! après avoir été éditorialiste aux Échos de 1999 à 2005, Yves de Kerdrel a été membre de la Commission pour la libération de la croissance française, membre du Conseil pour la diffusion de la culture économique, et membre de la commission du dialogue économique du Medef.
Le 17 janvier 2013, Valeurs actuelles change de formule et vise une diffusion de 100 000 exemplaires. Six mois après le lancement de cette nouvelle formule, les ventes en kiosques affichaient une hausse de 50 % alors que dans le même temps celles du Point et du Figaro Magazine étaient en repli[réf. nécessaire].
Yves de Kerdrel brosse le portrait de son lectorat en 2013 : « le profil type est un Français bourgeois, rural, de profession libérale, avec des préoccupations très provinciales. Il est contre le politiquement correct et contre le parisianisme ».
Éric Branca, directeur de la rédaction entré à Valeurs actuelles en 1982, quitte le magazine en 2015.

#### Depuis2015
Le groupe Pierre Fabre cède en avril 2015 le titre à Privinvest Médias, du groupe Privinvest, appartenant au trio Iskandar Safa, Étienne Mougeotte et Charles Villeneuve,.
Yves de Kerdrel, directeur général de l'hebdomadaire, annonce un partenariat avec le site d'extrême droite Boulevard Voltaire dans le cadre des « Rendez-vous de Béziers », événement à l'initiative du maire de la ville Robert Ménard, rassemblant divers personnalités et politiques de droite et principalement d'extrême droite.
À l'issue d'un conseil d'administration tenu le 25 mai 2017, le groupe Valmonde & Cie annonce le départ d'Yves de Kerdrel, qui quitte ses fonctions de directeur général « afin de mener à bien de nouveaux projets », mais qui demeure éditorialiste. Il est remplacé par Erik Monjalous, ancien directeur commercial et marketing de l'agence France-Presse, passé par L'Opinion.
En octobre 2017, l'éditeur du journal, le groupe Valmonde, porte plainte pour « abus de confiance, escroquerie, faux, usage de faux, complicité et recel de ces délits ». En effet, depuis 2002, plusieurs millions d'euros auraient été détournés par un cadre de Valeurs actuelles grâce à un système de surfacturation, avec la complicité d'une entreprise extérieure. Si le nom du cadre incriminé n'est pas révélé, il s'agirait, selon Libération, « d'un cadre haut placé dans la hiérarchie de l’entreprise, une sorte de numéro 2, qui avait la main sur la gestion des sous-traitants et sur une partie de la comptabilité de l'entreprise »,.
Mi-décembre 2020, Valeurs actuelles lance un média vidéo sur YouTube, baptisé VA+.
Malgré le départ d'un nombre croissant d'annonceurs ne souhaitant plus être associés à la ligne très droitière de l'hebdomadaire, la société éditrice de Valeurs actuelles, Valmonde, affiche un chiffre d'affaires record en 2020 selon La Lettre A. Toujours selon La Lettre A, l'hypothèse d'une candidature d'Éric Zemmour à l'élection présidentielle de 2022 fait augmenter les ventes de Valeurs actuelles : le double numéro d'été 2021 où celui-ci accorde un entretien fleuve à l'hebdomadaire se vend à plus de 39 500 exemplaires contre 21 500 ventes en moyenne sur l'année 2020. Toutefois, en 2022, alors que Valeurs actuelles soutient la candidature d'Éric Zemmour à l'élection présidentielle, la diffusion totale est en baisse de 9,2 % par rapport à 2021.
En février 2023, Valeurs actuelles noue un partenariat avec Omerta, un média récent prorusse et identitaire.
En juin, à la suite de désaccords persistants sur la ligne éditoriale de Valeurs actuelles avec Iskandar Safa, Geoffroy Lejeune est mis à pied. Il est renvoyé de son poste de directeur de la rédaction par le propriétaire Iskandar Safa qui le trouve trop proche de l'extrême droite et notamment d'Éric Zemmour, et, selon Le Monde et Libération en raison de la baisse du lectorat et des recettes publicitaires attribuées à ce choix,. Son licenciement est annoncé le 19 juin, il est remplacé par Tugdual Denis,. Le même mois, une crise au sein de la rédaction est déclenchée à la suite de la participation de deux employés de Valeurs actuelles à une vidéo avec le militant d'extrême droite Papacito appelant à la violence contre le maire de Montjoi,.

### Identité visuelle (logotype)

Logo avant 2013.
Logo de 2013 à octobre 2016.
Logo d'octobre 2016 au 28 janvier 2025.
Logo depuis le 28 janvier 2025.

## VA+
VA+ est un média vidéo lancé sur YouTube par Valeurs actuelles à la mi-décembre 2020, avec pour objectif de concurrencer Konbini, Brut et AJ+,,.

## Ligne éditoriale

### Positionnement politique
Selon le sociologue Rémy Rieffel, après l'arrivée de Geoffroy Lejeune, ancien journaliste au Point, la plupart des observateurs classent Valeurs actuelles à l'extrême droite.
Selon Le Monde, en 2012, Valeurs actuelles a une ligne éditoriale conservatrice, « plus à droite que celle du Figaro », qualifiant le titre de « journal qui veut tirer la droite vers la droite ». Le quotidien observe que cette ligne éditoriale se durcit depuis, et que l'hebdomadaire « multiplie les couvertures « choc » sur l'islam ou l'immigration, autant de signaux envoyés à un électorat de droite radicalisé et parfois tenté par le Front national »,. En 2018 à l'occasion du départ d'Yves de Kerdrel, l'hebdomadaire parle d'un « positionnement « buissonnien » de Valeurs actuelles, du nom de Patrick Buisson, l'ancien conseiller de Nicolas Sarkozy, situé aux confins de la droite et de l'extrême droite », qu'un des actionnaires veut « recentrer » le journal « jugée trop à droite ou à l'extrême droite ». Geoffroy Lejeune, son remplaçant, est « proche de Marion Maréchal » qui « a un peu durci une ligne très à droite fixée par M. de Kerdrel », par exemple en recrutant Charlotte d'Ornellas ou en faisant une couverture controversée aux « accents antisémites » contre George Soros. En 2019, Le Monde qualifie Valeurs actuelles d'« hebdomadaire qui relaie volontiers les obsessions de l'extrême droite » alors qu'Emmanuel Macron qui veut « séduire l'électorat conservateur » accorde à celui-ci le premier entretien d'un président de la République depuis Jacques Chirac, Valeurs actuelles étant « souvent tenu à distance par les pouvoirs et soucieux de banalisation ».
Pour L'Obs, cette radicalisation est concomitante de l'arrivée d'Yves de Kerdrel à la tête de la rédaction en octobre 2012, qui adopte « un axe résolument conservateur, structuré autour de ses obsessions identitaires. Une thématique dans la droite ligne de son poulain Nicolas Sarkozy, ravi d'être régulièrement mis à l'affiche dans la perspective de 2017 ».
Selon Libération qui le qualifie de « très réactionnaire », le magazine se situe politiquement à l'extrême droite, à la suite d'un repositionnement résultant d'une radicalisation par opportunisme. Le journal cite Yves de Kerdrel : « Il y avait une part de marché à prendre. La France des invisibles gronde, le pays se droitise. Je laboure un terrain plus important qu'en 2012 »,,. L'Express considère que ce positionnement suit la radicalisation des électeurs et est à l'origine de l'explosion des ventes du journal.
Dans Les Années 30 sont de retour, coécrit par les journalistes Renaud Dély et Claude Askolovitch et les historiens Pascal Blanchard et Yvan Gastaut, le repositionnement politique du magazine est mis en perspective avec une autre période historique : « Derrière la radicalisation de Valeurs actuelles, on ne trouve pas un militant marginal d'extrême droite mais un journaliste économique parfaitement intégré, Yves de Kerdrel, passé par le quotidien de référence Les Échos puis Le Figaro, qui a lancé un site internet d'information économique, Wansquare, qui adhère à tous les dogmes libéraux. Cette modernité est aussi un rappel des années 1930, quand la bascule à l'extrême droite se faisait à l'ombre du grand patronat. Il y a, dans l'air du temps, de quoi nourrir, capter, enrichir la radicalisation. Il va la saisir et l'entretenir. À l'été 2014, c'est dans Valeurs actuelles que Nicolas Sarkozy fait miroiter son retour en politique : le point idéologique moyen de la droite a bougé. »
En 2016, Yves de Kerdrel intervient à une réunion de la « droite hors les murs », « frange de la droite qui ne se reconnaît ni dans le Front national ni dans Les Républicains » organisée par Robert Ménard, maire de Béziers, dont il a fait Valeurs actuelles « partenaire de son rendez-vous, afin d'élargir la surface médiatique et politique de l'événement » selon Le Monde. Il y déclare : « Nous sommes conscients que la droite « hors les murs » représente l'essentiel de notre lectorat ». Robert Ménard fait la même semaine la une de Valeurs actuelles intitulée « Les dynamiteurs de la droite » aux côtés de Marion Maréchal-Le Pen, Éric Zemmour, Philippe de Villiers et Denis Tillinac.
Lors du changement de propriétaires en 2016, onze salariés sur cinquante quittent le journal, en partie pour profiter de l'indemnité accordée par la clause de cession, en partie en raison d'une opposition à la nouvelle ligne éditoriale.
Selon Le Figaro, Valeurs actuelles est tantôt décrit comme « classé à l'extrême droite », « réputé clairement à droite », ou « conservateur »,. France Info qualifie le magazine d'extrême droite et également de conservateur. Arrêt sur images positionne également le magazine à l'extrême droite,, de même que Marianne, L'Humanité, Le Monde et Mediapart, qui le qualifie également d'« ultraconservateur », de même que Conspiracy Watch, ou Le HuffPost, tandis que Paris Match le désigne comme un « hebdomadaire de droite ».
Le magazine est défini par le président de son comité éditorial, François d'Orcival, entré au magazine en 1968, comme « libéral en économie et conservateur sur les sujets de société ».

### Déni du réchauffement climatique
Valeurs actuelles adopte une ligne éditoriale climatodénialiste, qui nie l'existence du consensus scientifique sur le réchauffement climatique.
En 2020, les auteurs de l'ouvrage Les Gardiens de la raison le qualifient de « l'un des seuls magazines encore ouvertement climatosceptiques du pays », tandis que Bruno Andreotti évoque le « dernier hebdomadaire avec Causeur qui défende le climato-négationnisme » ; une enquête collective de Basta !, Mediapart, Politis et Reporterre classe en 2019 le journal parmi les « faussaires ». Les chercheurs en science politique Renaud Hourcade et en analyse du discours Albin Wagener listent en 2021 l'hebdomadaire parmi les médias conservateurs français qui abritent des discours climatodénialistes, tels que CNews et Sud Radio,.
Le journal donne en effet à diverses reprises la parole à des personnalités climatodénialistes, sans contradiction. C'est ainsi le cas dans un numéro de 2019 consacré aux « charlatans de l'écologie », illustré par un portrait de Greta Thunberg, qui s'attaque à la « science officielle » du Groupe d'experts intergouvernemental sur l'évolution du climat (GIEC) et qui remet en question l'origine anthropique du réchauffement climatique, dans lequel la parole est notamment donnée à François Gervais, Vincent Courtillot et Benoît Rittaud,. Ou dans un numéro hors-série de juillet 2023 titré « Climat : info et intox », dans lequel interviennent notamment les climatodénialistes Christian Gerondeau, Benoît Rittaud (contributeur régulier de l'hebdomadaire), Olivier Postel-Vinay, François Gervais, Vincent Courtillot, Steven Koonin, Richard Lindzen et Michael Shellenberger, tous éloignés des sciences du climat et dont un certain nombre sont membres ou proches de l'Association des climato-réalistes, ainsi que le souligne Arrêt sur images ; le rédacteur en chef du numéro, Mickaël Fonton, questionne l'existence du consensus scientifique sur le réchauffement climatique.

### Antiféminisme
Un article de 2017 titré « L'hystérie féministe » est critiqué par Le Nouvel Obs, qui dénonce un renversement de valeurs quand Valeurs actuelles attribue les violences sexuelles aux femmes, qui seraient consentantes, et leur dénonciation à un manque de réflexion et à des supposées hystérie féministe et essentialisation des hommes. Pour Jean Birnbaum, la partie du dossier sur l'écriture inclusive et les débats qui en résultent relèveraient plutôt d'une « hystérie masculine » alors qu'il s'agit de poser la question de la domination masculine.
Un dossier de 2020, titré « Comment les féministes sont devenues folles » s'attirent les moqueries de plusieurs internautes disant avoir cru à une parodie du Gorafi au vu du sous-titre mentionnant notamment que les féministes « préfèrent le foot féminin, […] cassent l'ambiance en soirée »,. Pour l'un des intervenants, ce n'est qu'une reprise d'une charge misogyne de 2019 où Valeurs actuelles titrait « La nouvelle terreur féministe ». Pour l'historienne Christine Bard, cet article, qui liste les supposées dérives du féminisme contemporain et propose plusieurs portraits de féministes, relève du « degré zéro de l'analyse ». Il reprend le poncif ancien de la pathologisation des militantes pour l'égalité des sexes, en les assimilant à des « folles » ou des « hystériques ». D'autre part elle estime, concernant la violence reprochées aux féministes, que l'article est malhonnête car il sélectionne en les généralisant des slogans non représentatifs, slogans violents répondant aux violences faites aux femmes, et omet de traiter l'essentiel des revendications, formulées sans violence. Parmi les autres poncifs, « la négation de l'utilité du féminisme, au nom d'une vision de la société qui évoluerait en quelque sorte d'elle-même vers plus d'égalité » est elle aussi une technique employée depuis des décennies pour invisibiliser le féminisme. L'historienne critique de même la négation du patriarcat et le renversement accusatoire sous la plume de la sexologue Thérèse Hargot, qui rend les femmes responsables des violences sexuelles dont elles sont victimes.

## Affaires judiciaires

### Condamnation pour provocation à la haine raciale contre les Roms
Le 5 mars 2015, Yves de Kerdrel, directeur de la publication de Valeurs actuelles, est condamné par la 17e chambre du tribunal correctionnel de Paris à 3 000 € d'amendes pour provocation à la discrimination, la haine ou la violence envers les Roms et diffamation pour un dossier consacré aux Roms, intitulé « Roms l'overdose » du 22 août 2013. Les juges ont souligné que, dans ce dossier, « la répétition et la juxtaposition de termes censés [être] descriptifs tels que “fléau”, “overdose”, “plaie”, “invasion”, tous évocateurs de maladies ou de catastrophes [...] contribuent nécessairement, par-delà le supposé “constat” à opposer la communauté visée, appréhendée sous un prisme uniquement négatif, à “la France” ou aux “Français” ». Yves de Kerdrel et la société Valmonde, éditrice du journal, ont été condamnés en appel le 9 décembre 2015 à verser solidairement 2 000 € de dommages et intérêts à la Licra et 1 000 € à l'association La Voix des Roms. Cette décision est assortie d'une mesure de publication judiciaire.
En 2015, l'État institue des subventions aux hebdomadaires, mais en prive Valeurs actuelles en les déniant aux journaux condamnés pour racisme, incitation à la haine ou à la violence au cours des cinq dernières années. Le journal conteste ces aides devant la justice. En 2017, elles sont invalidées par le Conseil d'État.

### Représentation de Marianne voilée
Le 3 février 2015, Yves de Kerdrel, directeur de la publication de Valeurs actuelles, est condamné par la 17e chambre du TGI de Paris à 2 000 € d'amende pour provocation à la haine raciale, à la suite d'une plainte de plusieurs associations (dont l'UEJF, SOS Racisme et le MRAP) pour sa couverture du 22 décembre 2013 qui représentait une Marianne portant un voile islamique, accompagnée du titre « Naturalisés : l'invasion qu'on cache »,. Ce jugement, confirmé en appel, est ensuite cassé et annulé par la Cour de cassation le 7 juin 2017,.

### Publication d'un faux sondage en faveur de Nicolas Sarkozy
En septembre 2014, Valeurs actuelles, puis L'Opinion, publient un « sondage confidentiel qui circule en ce moment à l'UMP » indiquant que Nicolas Sarkozy est la seule personnalité politique à même de l'emporter face à Marine Le Pen à la présidentielle de 2017. Valeurs actuelles attribue dans un premier temps le sondage à Ipsos, avant de reconnaître une « erreur ». Le directeur d'Ipsos déclare : « La réalité est très simple : nous n'avons pas fait ce sondage. Et je ne sais pas qui l'a réalisé. La seule façon de démentir la rumeur est maintenant que Valeurs actuelles publie le rapport d'enquête », le journal n'ayant pas publié des informations obligatoires comme le nombre de sondés, les questions posées, le nom et la qualité de l'acheteur du sondage, etc.,,. Convoqués par la Commission des sondages le 5 septembre, les représentants du journal n'ont pas été capables de fournir d'éléments « permettant d'établir, de manière certaine, l'existence de ce sondage électoral ». La Commission conclut donc à l'absence de fiabilité des résultats publiés. Pour France info, le sondage n'a donc jamais existé. Le site « Observatoire des sondages » estime que Valeurs actuelles a « sciemment menti »,,. Par contre, Marianne estime que le sondage pourrait exister, appuyant cette affirmation en faisant un lien vers un article de Slate : selon ce magazine, le sondage « confidentiel » est une « constante de la vie politique française, même s'il est rare que le nom de l'institut supposé l'avoir réalisé soit cité », et ce type de sondage peut être vrai mais également faux, et il est en tous cas une opération de communication pour le candidat politique qui l'a secrètement commandé,.

### Atteinte au secret des sources sur des journalistes enquêtant sur Nicolas Sarkozy
En octobre 2014, le journal publie un reportage qui détaille les rendez-vous de journalistes du Monde dans leur enquête sur Nicolas Sarkozy, ce qui déclenche une polémique. La direction du Monde annonce le jour même qu'elle allait demander l'ouverture « d'une enquête pour espionnage et déposer une plainte pour diffamation et injure », et la rédaction de 14 grands médias français publie un communiqué commun dénonçant une « atteinte grave au secret des sources ». Le directeur de l'hebdomadaire, Yves de Kerdrel, est condamné en 2017 à 1 000 € d'amende pour avoir injurié les journalistes du Monde, Gérard Davet et Fabrice Lhomme, qu'il avait notamment qualifiés de « valets » d'un « cabinet noir » contre Nicolas Sarkozy.

### Condamnation pour injure publique à caractère raciste envers Danièle Obono
Valeurs actuelles publie en août 2020 une fiction intitulée « Obono l'Africaine », dans le cadre d'un feuilleton romanesque hebdomadaire transportant une personnalité contemporaine dans le passé. Écrit sous le pseudonyme d'« Harpalus », ce récit transporte la députée française Danièle Obono dans l'Afrique du XVIIIe siècle, où elle est la victime des traites négrières intra-africaine et arabe. Sur une des illustrations, Danièle Obono figure enchaînée avec un collier d'esclave. Cette fiction est dénoncée à l'unanimité comme raciste par la classe politique française,. En réaction, la Ligue de défense noire africaine s'introduit dans les locaux du journal.
Selon Arrêt sur images, l'article et le choix du format de la fiction avec un auteur anonyme par l'hebdomadaire d'extrême-droite correspond à des procédés de distanciation classiques dans la « littérature de la haine ». Amina Damerdji, chercheuse en littérature et en sciences sociales, analyse ainsi que Valeurs actuelles « habille un texte, qui en réalité fait partie du débat politique et s'inscrit dans le champ journalistique, d'oripeaux littéraires pour se protéger car c'est une façon pour l'auteur de se déresponsabiliser ». Pour le journaliste Antoine Perraud, dans Mediapart, le texte est raciste et fait suite à une série d'attaques contre Danèle Obono, et « rappelle celle pratiquée par Valeurs actuelles à l'encontre de Christiane Taubira. Comme si l'hebdomadaire ne supportait pas qu'une femme noire sorte de l'invisibilité pour se retrouver aux affaires ». Le lendemain, le PDG de TF1 annonce la mise à l'écart de l'antenne de LCI de Geoffroy Lejeune, considérant que « cet excès de Valeurs actuelles contrevient à notre ligne et à nos valeurs ».
En décembre 2020, le tout jeune Conseil de déontologie journalistique et de médiation (CDJM), rend à la suite d'une saisine par un particulier, un avis selon lequel l'article « est contraire en de nombreuses occurrences à la déontologie journalistique au sens de la Charte d'éthique professionnelle des journalistes et de l'article 8 de la Charte d'éthique mondiale des journalistes ». Le journal via la voix de son directeur porte plainte en référé contre cet avis, estimant qu'il bafoue la présomption d'innocence. Il est débouté le lendemain.
En avril 2021, la régie en ligne Taboola, qui commercialisait des espaces publicitaires du site de l'hebdomadaire, et qui a résilié son contrat en raison de la fiction concernant Danièle Obono, qui la qualifie de « ouvertement raciste, discriminatoire, offensant », gagne son procès contre l'hebdomadaire qui perd le tiers de ses recettes publicitaires. La cour d'appel de Paris conclut que « la publication d'un contenu illicite ne peut être protégée par la liberté de la presse et la liberté éditoriale. Or le contenu incriminé, qui a donné lieu aux excuses présentées par Valeurs actuelles à Mme Obono, est susceptible de recevoir une qualification pénale. L'atteinte à la liberté de la presse n'est donc pas manifeste ».
Le 29 septembre 2021, le tribunal correctionnel condamne les trois responsables de l'hebdomadaire pour « injure publique envers un particulier à raison de son origine » ou complicité. Les juges retiennent que Danièle Obono a été représentée « de manière dégradante », avec une « volonté manifeste d'humilier [sa] personne ». Le directeur de publication Erik Monjalous, le directeur de la rédaction Geoffroy Lejeune, et le rédacteur de l'article Laurent Dandrieu, sont condamnés à une amende de 1 500 € chacun, et devront également verser 5 000 € de dommages et intérêts à Danièle Obono. Le 16 novembre 2022, Erik Monjalous et Laurent Jullien sont de nouveau condamnés en appel et Geoffroy Lejeune est relaxé.

### Condamnation pour diffamation
Début 2022, Mathieu Klein, le maire de Nancy, gagne son procès en appel contre Valeurs actuelles, condamné pour diffamation.

## Controverses

### Des articles jugés antisémites

#### Article sur George Soros considéré antisémite
Le 9 mai 2018, le visage de George Soros apparaît sur la couverture de Valeurs actuelles sous le titre : « Le milliardaire qui complote contre la France, révélations sur George Soros le financier mondial de l'islam et de l'islamisme ». La une crée la polémique pour ses accents antisémites, ce dont Geoffroy Lejeune se défend. Mediapart estime que les propos du magazine reprennent « tous les poncifs de l'antisémitisme [...], dans une prose qui fleure bon les années 1930 », et juge cette focalisation sur George Soros « calquée sur les orientations prises par le premier ministre hongrois Viktor Orbán » ; le journal en ligne considère également qu'« il pourrait bien être l'ennemi commun capable de fédérer les extrêmes droites européennes ». Pour le magazine Slate, cette une « remet au goût du jour la ligne éditoriale d'un autre journal de droite extrême, le très polémique Rivarol ». Le mensuel américain The Atlantic estime que le contenu des articles consacrés à Soros, notamment celui de Valeurs actuelles qui est cité comme exemple, reprennent « une rhétorique bien connue, ayant une longue histoire en Europe », et qui « exacerbe les plus sombres courants politiques en Europe de l'Ouest ». Selon le site Conspiracy Watch, qui considère qu'un second dossier consacré à George Soros est trompeur, le magazine « n'a pas résisté à la tentation d'envelopper son exercice de Soros-bashing dans les langes usés du conspirationnisme ».

#### Article sur Benjamin Stora considéré comme une attaque antisémite
En 2019, Valeurs actuelles publie un article sur l'historien Benjamin Stora qui est considéré comme une attaque ou « diatribe » antisémite et contre lequel s'élèvent environ 400 intellectuels qui signent une pétition de soutien au chercheur et dénoncent « une charge d'une rare violence », parsemée de détails sur son physique et d'insinuations,,.

### Des reportages jugés trompeurs à Arras et à Nancy
En 2016, selon La Voix du Nord, Valeurs actuelles « fabrique des scènes de guérilla » dans des quartiers d'Arras à des fins de médiatisation dans un article rempli d'« informations détournées voire inventées » et de « termes outranciers »,,.
En 2019, Nadine Morano se rend au Haut-du-Lièvre, le quartier de Nancy où elle a grandi, et énonce plusieurs contre-vérités, publiées par Valeurs actuelles. Le sujet suscite la polémique sur les réseaux sociaux et plusieurs médias se rendent sur place pour fact-checker des affirmations qui s'avèrent fausses et sont accusées de donner une image négative du quartier,.

### Publication de fausses informations et informations non vérifiées
Valeurs actuelles a relayé et publié des informations non vérifiées, affirmant par exemple qu'une rue de Caen aurait changé de nom pour prendre celui « d'une femme voilée », alors que l'information est erronée : un événement associatif avait installé de fausses plaques de rues portant des noms féminins le temps d'un week-end, ou encore qu'un violeur étranger aurait été acquitté car il n'avait pas les codes culturels, or il a été acquitté de ce chef d'accusation en raison d'un défaut de preuves.
Le 30 mars 2021, pour dénoncer un « manque de vérification des informations » de Valeurs actuelles, et pour montrer que, dans un contexte de nombreuses « fake news sur les musulmans », en « racontant n'importe quoi on pouvait avoir une tribune », un internaute décide de se faire passer pour un professeur. Il tweete : « Je suis professeur à Strasbourg. Mes élèves (qui) refusent que l'on parle de la Shoah et je reçois des menaces de mort. » Le subterfuge fonctionne. Son faux témoignage est partagé par Damien Rieu, un militant d'extrême droite, et après quelques heures, un journaliste de Valeurs actuelles lui propose une interview. Sans vérification auprès de l'établissement ou de la direction académique, un article est publié. L'internaute dévoile la supercherie le soir, Valeurs actuelles retire l'article et s'excuse auprès de ses lecteurs via un tweet,,.
En février 2023, le consortium de journalistes Forbidden Stories, dont fait partie Radio France, publie une enquête révélant que Valeurs actuelles a servi de relais à la désinformation et la propagande du régime du Burkina Faso, orchestrée par une officine israélienne, en relayant auprès d'une audience française une tribune discréditant le Comité international de la Croix-Rouge.

### Tribunes de militaires

#### Tribune d'anciens militaires
En avril 2021, Valeurs actuelles relaie une tribune de militaires, dont la quasi-totalité sont à la retraite ou en 2e section, initialement publiée sur le site d'anciens militaires « Place d'armes » ; ce relais qui donne une soudaine visibilité à la tribune crée une polémique dans les sphères politiques et médiatiques françaises. La semaine précédente, Valeurs actuelles avait publié une tribune intitulée « J'appelle à l'insurrection » par Philippe de Villiers. Les généraux à la retraite qui évoquent un « délitement » de la France et une future guerre civile pour défendre la civilisation contre « la horde des banlieues » sont « proches de l'extrême-droite et de milieux conspirationnistes » du grand remplacement et du Rassemblement national. Marine Le Pen les soutient et les appelle à la rejoindre pour les prochaines présidentielles,, également sur le site de Valeurs actuelles, propos condamnés par le Premier ministre, Jean Castex, pour qui « ce pourrait être une affaire insignifiante, s’il n’y avait pas une récupération politique tout à fait inacceptable ». Pour 20 Minutes, le texte sous-entend « une possible intervention, impression renforcée par la date choisie par Valeurs actuelles : un 21 avril, soixantième anniversaire du putsch d'Alger par des généraux français ». Cependant pour Jean-Yves Camus, politologue spécialiste de l'extrême droite, même si certaines sections de l'armée ont un vote pour le Rassemblement national supérieur à la moyenne, l'armée « est massivement républicaine » et la tribune dans Valeurs actuelles est signée par une vingtaine d'anciens généraux pour la plupart étant connus pour des discours similaires. Pour lui, « une intervention de l'armée en faveur de l'extrême droite – ou de n'importe quel camp politique – reste un fantasme alimenté par une mouvance très réduite et retraité de l'armée, et non pas une menace réelle. ».

#### Tribune de militaires anonymes et pétition ouverte
Trois semaines plus tard, en mai, Valeurs actuelles diffuse sur son site web une nouvelle tribune adressée au président de la République, présentée comme étant signée par des militaires en service actif et qui s'exprimeraient sous couvert d'anonymat,,. Le texte utilise les éléments de langage et repose sur une idéologie d'extrême droite selon Libération et la ministre des Armées, Florence Parly, qui évoque « une grossière machination politique ». Valeurs actuelles transforme le texte en une pétition ouverte, entretenant la polémique et prolongeant sa visibilité médiatique momentanée,. Selon le politologue Jean Joana, la pétition met moins en lumière une opinion partagée dans l'institution militaire que la stratégie éditoriale du média Valeurs actuelles, qui consiste à afficher des prises de positions clivantes pour tenter d'imposer ses opinions politiques dans le débat public,. D'après la direction du magazine, la séquence des tribunes s'est traduite par une augmentation des ventes et de l'audience du site internet. Valeurs actuelles revendique plus de 160 000 signataires en une journée, sans toutefois publier la liste des signataires,,. De plus le journal La Croix, le magazine Le Point et le service de vérification des faits du quotidien Libération soulignent le manque de fiabilité des données affichées, et qu'aucune vérification n'est faite sur l'identité des signataires ou même simplement l'adresse courriel utilisée pour signer,,. Par ailleurs, le nombre de signataires affiché au début par Valeurs actuelles était faux et basé sur le nombre de visites du site web, ce qui gonflait artificiellement le nombre de signataires, ; le directeur de la rédaction, Geoffroy Lejeune, reconnaît que le magazine a commis une erreur. D'après des témoignages recueillis dans les états-majors par le journal La Croix, « La tribune est sujette à caution sur la traçabilité, la crédibilité et la représentativité », les militaires dénoncent également « une illégitimité totale à utiliser la marque des armées » des auteurs de la tribune. Le procureur de Paris rejette la demande de poursuites par La France insoumise contre les auteurs et diffuseurs de la tribune, car il n'y figurait « aucune infraction pénale ». Selon Le Point « c'est pour soutenir les signataires du premier texte que le média a remis le couvert (...), en publiant une « nouvelle tribune des militaires », en réalité une pétition ouverte ». L'ancien président François Hollande, quant à lui, critique le fait que les signatures ne soient pas publiées, ce qui laisserait penser abusivement que la tribune est le reflet de ce que ressent l'armée française, et reproche un manque de déontologie journalistique à Valeurs actuelles.

## Diffusion
| Année | Diffusion France payée | Évolution annuelle | Diffusion totale (gratuits inclus) |
| ----- | ---------------------- | ------------------ | ---------------------------------- |
| 2012  | 84 864                 | n/a                | 88 241                             |
| 2013  | 94 849                 | + 11,8 %           | 98 612                             |
| 2014  | 110 144                | + 16,1 %           | 117 449                            |
| 2015  | 116 117                | + 5,4 %            | 123 153                            |
| 2016  | 116 839                | + 0,6 %            | 122 731                            |
| 2017  | 113 762                | - 2,7 %            | 121 604                            |
| 2018  | 93 158                 | - 22,1 %           | 96 449                             |
| 2019  | 95 865                 | + 2,9 %            | 98 800                             |
| 2020  | 108 239                | + 8,31 %           | 110 927                            |
| 2021  | 114 184                | + 5,49 %           | 116 281                            |
| 2022  | 104 165                | - 8,77 %           | 105 674                            |
| 2023  | 102 806                | - 1,30 %           | 104 079                            |
| 2024  | 81 839                 | - 20,40 %          | 82 805                             |

Avec l'arrivée d'Yves de Kerdrel à la tête du titre en 2012 et le virage à droite de la ligne éditoriale qui se positionne comme « anti-système » et « souverainiste », « un créneau porteur, et ce créneau, incontestablement, c'est celui de la droite de la droite » selon le politologue Jean-Yves Camus, les ventes progressent fortement et le lectorat se rajeunit, « prouesse notable dans un secteur de la presse écrite en crise » commente l'agence France-Presse. Ce positionnement se traduit notamment par des unes choc qui mettent en scène des thèmes clivants comme l'islam et l'immigration, et la mise en avant dans l'espace médiatique de journalistes comme Geoffroy Lejeune, Louis de Raguenel ou Charlotte d'Ornellas, en particulier sur les chaînes d'information en continu « [séduites par] cet alliage a priori très improbable d'une droite très décomplexée sur les questions identitaires et migratoires, et des codes de la jeunesse », selon Jean-Yves Camus. De 2012 à 2016, la progression de la diffusion du titre est la meilleure de la presse magazine française, ce qui est récompensé par plusieurs étoiles de l'ACPM.
En 2017, Valeurs actuelles a reçu pour la cinquième année consécutive une étoile de l'ACPM (anciennement OJD), pour la progression de sa diffusion, la meilleure de la presse magazine.
Mediapart souligne en janvier 2018 que « depuis le grand virage à droite qui a suivi la reprise en main du titre du groupe Le Figaro par Yves de Kerdrel en 2012, les ventes ont fortement progressé : elles sont passées de 87 000 cette année-là à 125 000 l'été dernier ».
Selon Libération, la « diffusion payée individuelle » est tombée de 114 000 exemplaires en moyenne en 2016 à 76 000 exemplaires en 2019. La diffusion payée individuelle est de 84 147 en 2020.

### Éditions
En 2016, la vente par abonnement représente 73,84 % des ventes totales, la vente au numéro 25,10 % et les versions numériques 1,06 %.

### Résultats financiers
Avec un chiffre d'affaires de 18 millions d'euros en 2015, Valeurs actuelles a réalisé, en 2016, un bénéfice de plus d'un million d'euros.

## Collaborateurs

### Direction

#### Directeur général
- 1966–1990 : Raymond Bourgine
- 1990–2002 : François d'Orcival
- 2002–2006 :
- 2006–2012 : Guillaume Roquette
- 2012–2018 : Yves de Kerdrel
- depuis juin 2018 : Erik Monjalous

#### Directeur de la rédaction
- 1984–1999 : François d'Orcival
- 1999–2000 : Alexis Brézet
- 2000–2006 : Gérard Gachet
- 2006–2012 : Guillaume Roquette
- 2012–2015 : Éric Branca
- 2015–2016 : Yves de Kerdrel
- 2016–2023 : Geoffroy Lejeune
- depuis juin 2023 : Tugdual Denis

Le titre a fourni trois directeurs au Figaro Magazine : Patrice de Plunkett, Alexis Brézet et Guillaume Roquette, son directeur actuel[Quand ?], ainsi qu'un rédacteur en chef, Henri-Christian Giraud.

### Équipe de rédaction

#### Éditorialistes
- François d'Orcival, président du conseil d'administration, président du comité éditorial, membre de l'Institut
- Yves de Kerdrel, journaliste, ancien directeur général

#### Chroniqueurs hebdomadaires
- Philippe Barthelet, écrivain
- Éric Brunet, journaliste
- Maud Fontenoy, navigatrice
- Gilles-William Goldnadel, avocat
- Basile de Koch, écrivain
- Sophie de Menthon, chef d'entreprise
- Catherine Nay, journaliste
- Denis Tillinac, écrivain

#### Chroniqueurs réguliers
- André Bercoff, journaliste
- Charlotte d'Ornellas, journaliste
- Jeannette Bougrab, juriste
- Chantal Delsol, philosophe
- Yves Roucaute, philosophe

## Groupe Valmonde
Valeurs actuelles est propriété du groupe Valmonde.
Celui-ci édite la revue Marine & Océans depuis 2016. En juin 2017, il acquiert le mensuel économique Mieux vivre votre argent à SFR Presse, et cède les titres Jours de chasse et Jours de cheval au groupe immobilier de luxe Barnes.

### Actionnaire majoritaire
L'actionnaire principal du groupe Valmonde est :
- 1966–1993 : Raymond Bourgine, puis ses héritiers après sa mort en 1990 ;
- 1993–1998 : Fimalac communication, holding de Marc Ladreit de Lacharrière[134] ;
- 1998–2006 : Dassault communication, holding de Serge Dassault[135] ;
- 2006–2015 : Sud communication, holding de Pierre Fabre ;
- depuis 2015 : Privinvest médias, holding d'Iskandar Safa, associé à Étienne Mougeotte et Charles Villeneuve[6].